# Cynodonichthys elegans
Espèce
Synonymes
- Rivulus elegans Steindachner, 1880
- Rivulus (Cynodonichthys) elegans Steindachner, 1880

Cynodonichthys elegans est une espèce de poissons de la famille des Rivulidae et de l'ordre des Cyprinodontiformes. L'espèce est native du bassin du Río Magdalena en Colombie.